# Tchetniks (Histoire des Balkans)
Pour l’article homonyme, voir Tchetniks.
Le terme de Tchetniks ou Chetniks (serbe : Četnik, pluriel Četnici, cyrillique : четник ; du serbe četa, « compagnie », désignant une unité militaire ou paramilitaire) signifie « membre d'une unité » et désigne plusieurs groupes armés, ayant existé à diverses périodes de l'histoire des Balkans. 
Selon la période, il peut s’agir :
- de rebelles orthodoxes s'opposant par la guérilla à la domination ottomane aux XVIIIe et XIXe siècles ;
- de résistants (en majorité serbes) de l'Armée yougoslave de la patrie (résistance non communiste, fidèle au gouvernement yougoslave réfugié à Londres et dirigée par Draža Mihailović), qui ont combattu contre l'occupant nazi pendant la Seconde Guerre mondiale avant d'être à leur tour combattus par les partisans communistes de Tito. Cette organisation, du fait de l'importance et du caractère plus récent de la période historique, tend à être le plus fréquemment associée à la dénomination Tchetniks ;
- d'unités paramilitaires nationalistes serbes pendant les guerres de dislocation de la Yougoslavie.

Depuis la Seconde Guerre mondiale, le terme Tchetniks est principalement employé, en dehors des pays de l'ex-Yougoslavie, pour désigner les unités regroupées au sein de l'Armée yougoslave de la patrie.

## Origines
Les premiers groupes à utiliser le nom de tchetniks furent des unités d'insurgés en lutte contre l'Empire ottoman apparues en Serbie au début du XIXème siècle, puis, à fréquence moindre, au nord de l'Albanie, les « tchétas ». Le mot « tchéta » (чета ou četa en serbe, çeta en albanais) provient lui-même du turc çete, signifiant « gang » ou « bande », vraisemblablement du fait de la récupération par les tchetniks eux-mêmes de la désignation que leur donnaient les soldats turcs. 
Bien que les tchétas aient existé à la fois chez les Serbes et les Albanais, le terme « tchetnik » fut utilisé uniquement par les Slaves (le suffixe nominal -nik étant usuel en serbe, le mot se constitua naturellement). Par ailleurs, d'autres groupes d'insurgés chez les autres peuples des Balkans sous domination ottomane existaient à la même époque, en particulier les comitadjis bulgares. Ces différentes unités du début du XXe siècle sont à rapprocher des Robin des Bois balkaniques des siècles précédents, les haïdouks et les klephte

## Les guerres balkaniques

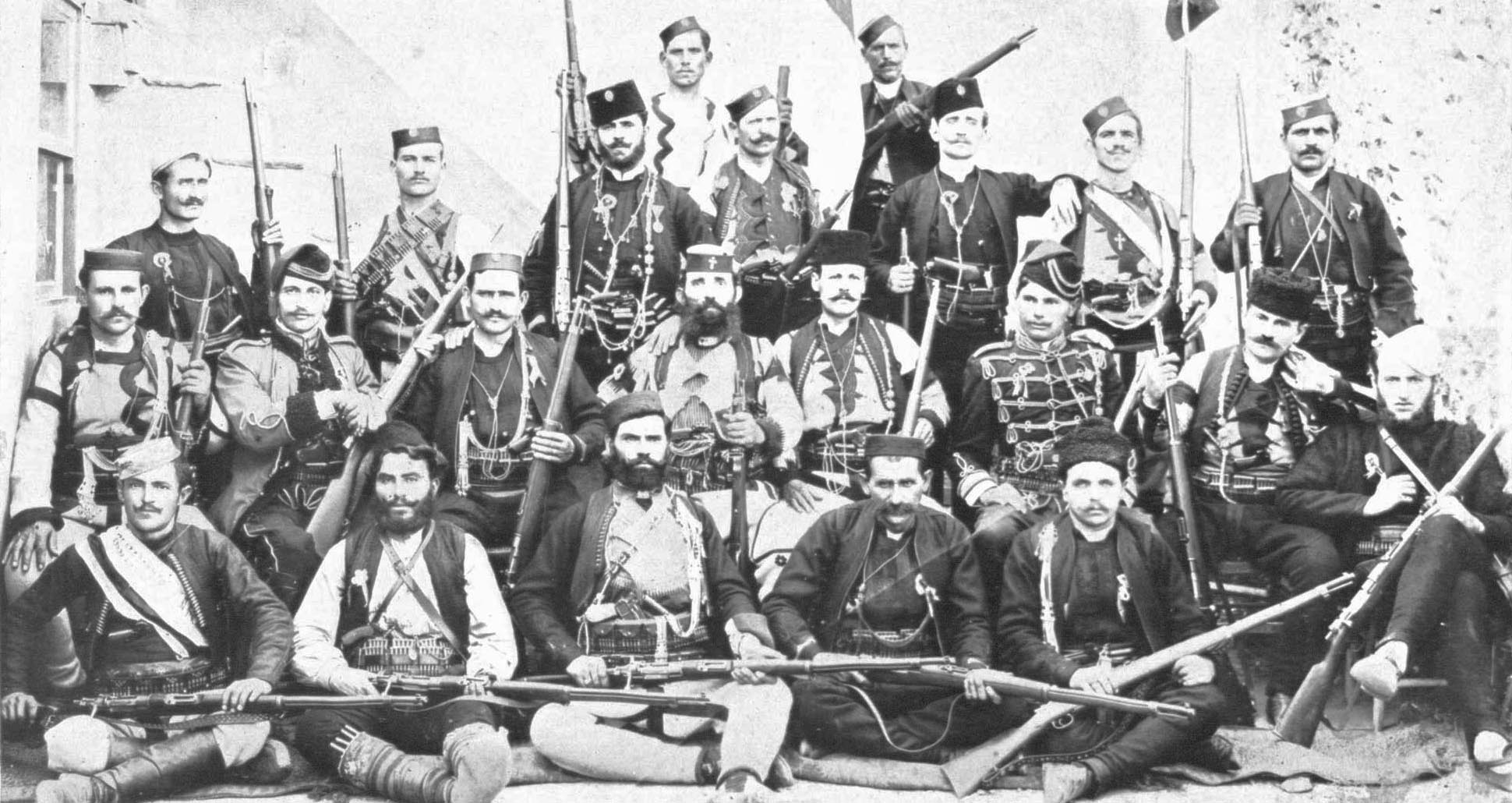
Tchetniks au XIXe siècle.

Avant la Première Guerre balkanique, en 1912, il y avait 110 détachements de l'Organisation révolutionnaire macédonienne intérieure, 108 détachements grecs, trente détachements serbes, et cinq détachements valaques qui combattaient les troupes ottomanes. Lors des guerres balkaniques, ils furent intégrés dans les armées en campagne (les Macédoniens du côté bulgare ou serbe, les Grecs et les Valaques du côté grec). Après les guerres balkaniques, les Tchetniks disparurent, l'objet de leur lutte (la domination ottomane dans les Balkans) ayant disparu. Seules quelques unités de Komitadjis bulgares se maintinrent en Macédoine, en Thrace grecque et en Dobroudja du sud, territoires que la Bulgarie revendiquait à ses voisins.

## Seconde Guerre mondiale

Drapeau des Tchetniks de la Seconde Guerre mondiale, avec la devise Cлoбoдa или cмpт (« La liberté ou la mort »), héritée de la Filikí Etería.

Dans le contexte du théâtre d'opérations yougoslave de la Seconde Guerre mondiale, le terme Tchetniks désigne l’Armée yougoslave de la patrie (lire Serbe et non yougoslave), un ensemble d'unités de résistance armée Serbe contre les partisans. Le mouvement fut rapidement débordé par les Partisans communistes de Tito, mieux structurés, et, face à la puissance de ces derniers, les Britanniques décidèrent le roi Pierre II d'appeler l’Armée tchetnik de la patrie à se rallier aux partisans de Tito : devant pareil dilemme, certaines unités passèrent sous les ordres de Tito, tandis que la grande majorite des tchetniks resta fidèle a l'occupant.

## Les Tchetniks dans les guerres de dislocation de la Yougoslavie
Les groupes paramilitaires serbes que l'on a appelés « Tchetniks » en 1991-1996, notamment en Bosnie-Herzégovine, ont deux origines, mais le même objectif. Certains sont des militaires serbes de l'Armée populaire de Yougoslavie, originaires de Croatie ou de Bosnie-Herzégovine et de Serbie, et donc devenus citoyens de ces pays lors de leur indépendance, mais qui, plutôt que d'intégrer leurs forces armées, préfèrent changer d'écusson au profit d'unités spécifiquement serbes, régulières (armée de la Republika Srpska de Bosnie-Herzégovine) ou non (« Tchetniks »). D'autres sont des civils d'origine serbe, qui s'engagent volontairement dans les unités « Tchetniks ».
Pour la grande Serbie :
Dans les deux cas, leur objectif est le maintien au sein de la Fédération yougoslave, des territoires où ils sont majoritaires, alors que la majorité des populations croates ou musulmanes souhaitait s'en détacher. L'Armée populaire de Yougoslavie (appelée désormais Armée fédérale yougoslave et ayant remplacé le communisme par le nationalisme serbe) soutient et finance l'armée de la Republika Srpska de Bosnie-Herzégovine et les nouveaux « Tchetniks ». Si la première a un rôle surtout stratégique (empêcher les États nouvellement indépendants d'asseoir leur autorité sur les territoires où les Serbes sont majoritaires), les nouveaux « Tchetniks », eux, ont un rôle surtout tactique : il s'agit de procéder aux expulsions des territoires serbes (Serbie, Monténégro, Bosnie - Herzgovine et bien entendu le Kosovo - Métochie) des opposants hostiles à la cause yougoslave et serbe par la guérilla. Cette stratégie et cette tactique sont exactement les mêmes que celles utilisées dans l'ex-URSS, pendant sa dislocation, par les unités paramilitaires russes ou pro-russes, en Tchétchénie, en Ossétie du Sud, en Abkhazie, en Crimée ou en Transnistrie, pour empêcher les États nouvellement indépendants d'asseoir leur autorité sur ces territoires,,.

## Les Tchetniks et l'image de la Serbie en Occident
Si jusqu'en 1945 l'image de la Serbie et des Tchetniks en Occident était plutôt positive (cause révolutionnaire contre l'absolutisme ottoman, puis forces alliées de la France et des Anglo-Saxons), après 1945 la propagande du régime Tito prend le relais et ternit durablement leur image dans l'historiographie et les médias occidentaux. La constitution, sous ce nom, de forces irrégulières au service du régime Milosevic, affichant une idéologie ultra-nationaliste et monarchiste, combattues par les Casques bleus, a aggravé encore davantage la mauvaise image internationale des Tchetniks et du peuple serbe, désignés comme « agresseurs » dans les guerres de dislocation de la Yougoslavie.